# 12514 Шоммер
12514 Шоммер (12514 Schommer) — астероїд головного поясу, відкритий 20 квітня 1998 року.
Тіссеранів параметр щодо Юпітера — 3,416.